# Ira Davenport
Ira Nelson Davenport (Winfield, Kansas, 8 d'octubre de 1887 – Dubuque, Iowa, 17 de juliol de 1941) va ser un atleta, jugador de beisbol i futbol americà, així com a entrenador estatunidenc de començaments del segle xx.
El 1912 va prendre part en els Jocs Olímpics d'Estocolm, on disputà dues proves del programa d'atletisme. En els 400 metres fou eliminat en semifinals, mentre en la prova dels 800 metres guanyà la medalla de bronze. En aquests mateixos Jocs va prendre part en la competició de beisbol, esport que en aquella edició fou de demostració.
Davenport practicà l'atletisme i jugà a futbol americà a la Universitat de Chicago com a rerequart. Entre 1920 i 1921 fou entrenador de futbol al Columbia College de Dubuque, Iowa, actualment conegut com a Loras College.